# Blodets Kredsløb
Blodets Kredsløb er en dokumentarfilm fra 1924 instrueret af August Krogh og P. Brandt Rehberg.

## Handling
Mikrofotografier i frøens gennemsigtige organer: Det normale kredsløb i tungen ed forskellige forstørrelser. Kredsløbet i urinblærens væg, arterier og vener med mellemliggende kapillærnet ved forskellige forstørrelser. Begyndende kapillærbeskadigelser. Kredsløbet i lungen. Samme felt med stærkere forstørrelse. Kontraktioner i svømmehudsarterie. Karrene i udskåret blinkhinde udsættes for irritation og kontraherer sig. Karudvidelse og åbning af nye kar. Kredsløbet lungen påvirkes ved pådrypning af urethan.